# Episteme vetula
Episteme vetula is een vlinder uit de familie van de uilen (Noctuidae). De wetenschappelijke naam van de soort is, als Heraclia vetula, voor het eerst geldig gepubliceerd in 1832 door Carl Geyer.

## Synoniemen
- Eusemia solicita Swinhoe, 1901
- Eusemia vetula palavanica Jordan, 1912

## Ondersoorten
- Episteme vetula vetula
- Episteme vetula mentawaiensis Kishida, 1995[2]
  - holotype: "male, 1.XI.1992"
  - instituut: NSMT, Tokio, Japan
  - typelocatie: "Indonesia, Mentawai Isl., Siberut"